# Mistrovství světa v ledním hokeji do 18 let 2026
Mistrovství světa v ledním hokeji do 18 let 2026 se bude konat ve slovenských městech Bratislava a Piešťany. Turnaj bude probíhat od 22. dubna do 2. května 2026 a bude 28. hokejovým turnajem této kategorie. Oproti minulému ročníku nahradí švýcarskou reprezentaci, která z elitní divize vypadla, Dánsko, jenž se naopak kvalifikovalo z divize I A.

## Skupina A

### Tabulka
|  | Postupující do čtvrtfinále |
|  | O udržení                  |

| Poř. | Tým       | Z | V | VP | PP | P | GV | GI | +/- | B |
| ---- | --------- | - | - | -- | -- | - | -- | -- | --- | - |
| 1.   | Kanada    | 0 | 0 | 0  | 0  | 0 | 0  | 0  | 0   | 0 |
| 2.   | Slovensko | 0 | 0 | 0  | 0  | 0 | 0  | 0  | 0   | 0 |
| 3.   | Finsko    | 0 | 0 | 0  | 0  | 0 | 0  | 0  | 0   | 0 |
| 4.   | Lotyšsko  | 0 | 0 | 0  | 0  | 0 | 0  | 0  | 0   | 0 |
| 5.   | Norsko    | 0 | 0 | 0  | 0  | 0 | 0  | 0  | 0   | 0 |

## Skupina B

### Tabulka
|  | Postupující do čtvrtfinále |
|  | O udržení                  |

| Poř. | Tým     | Z | V | VP | PP | P | GV | GI | +/- | B |
| ---- | ------- | - | - | -- | -- | - | -- | -- | --- | - |
| 1.   | USA     | 0 | 0 | 0  | 0  | 0 | 0  | 0  | 0   | 0 |
| 2.   | Švédsko | 0 | 0 | 0  | 0  | 0 | 0  | 0  | 0   | 0 |
| 3.   | Německo | 0 | 0 | 0  | 0  | 0 | 0  | 0  | 0   | 0 |
| 4.   | Česko   | 0 | 0 | 0  | 0  | 0 | 0  | 0  | 0   | 0 |
| 5.   | Dánsko  | 0 | 0 | 0  | 0  | 0 | 0  | 0  | 0   | 0 |